# 知念里奈
知念 里奈（ちねん りな、1981年2月9日 - ）は、日本の歌手、女優。沖縄県那覇市出身。ライジングプロダクション所属。夫は俳優・井上芳雄。

## 来歴

### 幼少期 - 学生時代
幼少のころから沖縄アクターズスクールにてレッスンを受ける。中学1年生の途中から2年生の終わりまで、父親の仕事の都合で大阪の中学校へ転校するも、週末を利用して沖縄に戻りレッスンを受けていた。3年生になると同時に沖縄へ戻り、卒業後にデビューが決まり上京する。

### 芸能界入り
- 1996年7月、テレビドラマ『学校の怪談R』でデビュー。同年10月21日、「DO-DO FOR ME」で歌手としてもデビューする[2]。
- 1997年、『第39回日本レコード大賞』最優秀新人賞を受賞[2]。以後コンスタントにシングルをリリースし、並行して『THE夜もヒッパレ』のレギュラー出演で活躍。
- 1998年4月にリリースされた「Wing」はオリコンシングルチャートで5位となり、知念の最大のヒット曲となる。
- 2001年7月15日『九州・沖縄サミット』の記念イベントとして全国的に人気の高い沖縄出身アーティストの共演による音楽祭『MUSIC FEST PEACE OF RYUKYU』に出演。音楽を通して沖縄の魅力を全国にアピールした。
- 2002年からは『こちら本池上署』シリーズに新藤敦子役でレギュラー出演した。共演した野波麻帆とはこれがきっかけで親友である。
- 2003年、歌手としての活動は少なくなったが、ミュージカルなどでの女優としての活動が増えた。
- 2004年、モデルの中村健太郎と半同棲を始める。
- 2005年8月10日に中村健太郎とのできちゃった結婚を発表する。発表当時は妊娠3ヶ月で『ジキル&ハイド』『レ・ミゼラブル』『ダンス・オブ・ヴァンパイア』を降板する。
- 2006年3月11日に那覇市内の母の知人の病院で第1子の男児（3262g）を出産する。
- 2007年3月15日に中村と離婚。子供の親権は知念が持つ[3]。中村は6月にコカイン使用の容疑で逮捕された。『レ・ミゼラブル』（エポニーヌ役）で舞台復帰する。
- 2016年7月27日に俳優の井上芳雄と再婚[4]。
- 2018年2月8日に妊娠を報告[5]。6月12日、第2子（井上との間の第1子）男児を出産[6]。
- 2019年12月9日、高等学校卒業程度認定試験に合格したことを発表した[7][8]。
- 2021年10月21日、デビュー25周年を迎え、ソニー・ミュージック時代（1996年～2001年）の全81曲が世界配信となった[9]。
- 2023年11月27日、第12回岩谷時子賞 奨励賞を受賞した[10]。

## 人物
- 家族は父、母、3姉妹の長女で妹が2人いる[11]。
- 美容にこだわっており、番組に出演して美容の話になったときにも積極的に聞きにいくことがある[12]。
- クリスチャンであり、教会でコンサートを開いたこともある[13]。

## ディスコグラフィ

### シングル
| #    | 発売日         | タイトル                 | 規格品番  | 備考 |
| ---- | -------------- | ------------------------ | --------- | --- |
| 1st  | 1996年10月21日 | DO-DO FOR ME             | SRDL-4292 | - 日本テレビ系「アムロ今田きっとNo.1」ED - ナインティナインがパーソナリティをつとめる「ナインティナインのオールナイトニッポン」（ニッポン放送系、木曜25:00-27:00）で時々流れ、ナインティナイン（岡村隆史と矢部浩之）が歌っているものも流れる。 |
| 2nd  | 1997年3月31日  | precious・delicious      | SRDL-4333 | - ハウス食品「フルーツインゼリー」CM |
| 3rd  | 1997年9月18日  | PINCH 〜Love Me Deeper〜 | SRDL-4398 | - サンクス「サンクス2000店記念キャンペーン」CM - テレビ東京系「こどものおもちゃ」ED |
| 4th  | 1998年1月28日  | Break out Emotion        | SRDL-4446 | - TBS系「ランク王国」OP - ブルボン「プチ」CM |
| 5th  | 1998年4月15日  | Wing                     | SRDL-4491 | - 資生堂「ティセラ フローズンブルー」CM - オリコンシングルチャート最高位5位、2017年現在最大のヒット曲。 |
| 6th  | 1998年7月15日  | Be yourself              | SRDL-4538 | - ブルボン「プチ」CM |
| 7th  | 1999年1月13日  | YES                      | SRDL-4587 | - TBS系「カウントダウンTV」ED - ブルボン「プチ」CM |
| 8th  | 1999年3月31日  | GOD BLESS THE WORLD      | SRCL-4516 | - ポーラデイリーコスメ「セルディ ロイヤルゼリーシャンプー」CF - HIM『MIZU-NO-RAKUEN（アルバム『HIMAX A2Z』収録）』のカバー |
| 9th  | 1999年6月23日  | Be proud                 | SRDL-4640 | - TBS系「チャンスの殿堂!」ED |
| 10th | 1999年9月29日  | IN YOUR EYES             | SRDL-4662 | - ポーラデイリーコスメ「セルディ ボディエステ」CF |
| 11th | 2000年2月9日   | Baby Love                | SRCL-4753 | - 日本テレビ系「FUN FUN'S RECOMMEND #009」ED - ブルボン「プチ」CMソング - 織田哲郎プロデュース。知念が織田、元BAJI-Rの中沢晶と共同作詞した唯一の表題曲。                                                                                       |
| 12th | 2000年9月20日  | Love, make together      | SRCL-4832 | - ブルボン「プチビット」CM |
| 13th | 2000年11月15日 | CLUB ZIPANGU             | SRCL-4975 | - 日本テレビ「AX MUSIC FACTORY」AX POWER PLAY #006 - R・I・N・A名義 - リッキー・マーティン『She Bangs』のカバー。 |
| 14th | 2000年12月6日  | Just Believe             | SRCL-4958 | |
| 15th | 2001年3月7日   | Love you close           | SRCL-5027 | - 映画ドラえもん「ドラえもん のび太と翼の勇者たち」主題歌 |

### アルバム
| #    | 発売日        | タイトル                                                | 規格品番          | 備考                                                                                              |
| ---- | ------------- | ------------------------------------------------------- | ----------------- | ------------------------------------------------------------------------------------------------- |
| 1st  | 1998年6月10日 | Growing                                                 | SRCL-4276         | - 初回ピクチャーレール・三方背ボックス仕様。 - MDもリリースされた。                               |
| BEST | 2000年3月23日 | Passage 〜Best Collection〜                             | SRCL-4777         | - 初回ゴールドジャケット仕様。 - MDもリリースされた。                                             |
| 2nd  | 2001年7月4日  | breath                                                  | SRCL-5045         | - オリジナルとしては「Growing」以来3年振り。                                                      |
| BEST | 2017年2月8日  | Rina Chinen 20th Anniversary 〜Singles & My Favorites〜 | MHCL-30435～30436 | - 歌手デビュー20周年を記念してリリースされた2枚組ベストアルバム。 - 初回3方背スリーブケース付き。 |

### 参加作品
| 発売日         | 商品名                                                   | 歌                         | 楽曲                     | 備考                                                                                      |
| -------------- | -------------------------------------------------------- | -------------------------- | ------------------------ | ----------------------------------------------------------------------------------------- |
| 1997年7月24日  | VELFARRE J-POP NIGHT presents DANCE with YOU             | 知念里奈                   | 「たそがれマイ・ラブ」   |                                                                                           |
| 2008年3月19日  | VISION FACTORY presents 「FLOWER FESTIVAL」              | 知念里奈 with Vanilla Mood | 「向日葵」               |                                                                                           |
| 2008年12月3日  | VISION FACTORY COMPILATION〜阿久悠、作家生活40周年記念〜 | 知念里奈                   | 「水中花」               |                                                                                           |
| 2019年10月16日 | Twinkle Stars                                            | 知念里奈                   | 「Twinkle Stars」        | 劇場アニメ『映画 スター☆トゥインクルプリキュア 星のうたに想いをこめて』エンディングテーマ |
| 2021年9月29日  | 仮面ライダーセイバー SONG BEST                           | 知念里奈                   | 「The story never ends」 | テレビドラマ『仮面ライダーセイバー』挿入歌                                                |

### 映像作品
| # | 発売日                                | タイトル                                 | 規格品番  | 規格品番  | 規格品番      | 備考                                         |
| # | 発売日                                | タイトル                                 | VHS       | DVD       | BD            | 備考                                         |
| - | ------------------------------------- | ---------------------------------------- | --------- | --------- | ------------- | -------------------------------------------- |
| 1 | 1998年7月29日(VHS) 1998年9月19日(DVD) | Plain VIDEO CLIPS                        | SRVM-5631 | SRBL-1007 |               |                                              |
| 2 | 1999年8月4日                          | Rina Chinen Growing Tour 1999            | SRVM-5665 | SRBL-1024 |               |                                              |
| 3 | 2000年4月1日                          | Rina Clips 98-00                         | SRVM-5673 | SRBL-1035 |               |                                              |
| 4 | 2022年9月28日                         | Refined Growing Tour 1999 & Music Videos |           |           | MHXL-120～121 | - デビュー25周年を記念した2枚組Blu-ray作品。 |

## 出演

### 映画
- 青春マンダラー!（2010年） - 主演・美樹 役
- セイバー+ゼンカイジャー スーパーヒーロー戦記（2021年） - ソフィア 役[14]
- 仮面ライダー ビヨンド・ジェネレーションズ（2021年） - ソフィア / 仮面ライダーカリバー 役[15]

### テレビドラマ
- 学校の怪談R「妖怪リリーちゃん」（1996年7月20日、関西テレビ） - 主演・宮田和子 役
- Shin-D「Love Blood」（1997年4月2 - 9日、日本テレビ系） - 主演
- FiVE（1997年4月 - 6月、日本テレビ系） - マドカ 役
- 夢のカリフォルニア 第9・10話（2002年6月14 - 21日、TBS系）
- こちら本池上署（2002年〜2005年、TBS系） - 新藤敦子 役
- 浅見光彦シリーズ19 ユタが愛した探偵（2004年4月9日、フジテレビ） - 式 香桜里 役
- 京都地検の女(6)（2010年11月4日、テレビ朝日系・東映） - 関本公美 役
- SP〜警視庁警護課II（2012年3月3日、テレビ朝日系） - 須藤ユリ 役
- ファーストクラス 第4・5話（2014年5月10日 - 17日、フジテレビ） - 大久保円香 役
- ランチ合コン探偵〜恋とグルメと謎解きと〜（2020年1月9日 - 3月12日、読売テレビ） - 白石律子 役
- 仮面ライダーセイバー（2020年9月13日 - 2021年8月29日、テレビ朝日） - ソフィア / 仮面ライダーカリバー 役[16]
- 特捜9 season6 第1・2話（2023年4月5日 - 12日、テレビ朝日） - 高石沙月 役

### 劇場アニメ
- ドラえもん のび太と翼の勇者たち（2001年） - ツバクロウ 役[17]
- 映画 スター☆トゥインクルプリキュア 星のうたに想いをこめて（2019年） - メリー・アン 役[18]

### テレビアニメ
- スター☆トゥインクルプリキュア 第36話（2019年10月13日、朝日放送テレビ・テレビ朝日系） - メリー・アン 役[19]

### 吹き替え
- ザ・スター はじめてのクリスマス（2018年） - マリア 役

### バラエティ
- 超アジア流（日本テレビ系） - レギュラー
- THE夜もヒッパレ（日本テレビ系、1997年-2002年） - レギュラー
- 学問の秋スペシャル! 日本の歴史（フジテレビ系、2005年9月17日） - 清少納言 役

### ドキュメンタリー
- 踊る、オキナワ〜受け継がれる琉球の魂〜（BS朝日、2014年1月19日） - ナレーション
- BS1スペシャル「美ら森を継ぐ　世界自然遺産“やんばる”の光と影」 （NHK BS1、2022年1月3日） - ナレーション

### CM
- ハウス食品「フルーツインゼリー」
- ライオン「ミクロクリーン」
- DENSO 企業広告
- ブルボン「プチ」
- 資生堂「ティセラ」
- ポーラデイリーコスメ「セルディ」シリーズ（1999年）
- バイオパワーフーズ「クルクミンスーパー60」（沖縄県限定）

### ラジオ
- 斉藤一美のとんカツワイド（文化放送）レギュラー
- 古本新之輔 ちゃぱらすかWOO!（文化放送）レギュラー
- 知念里奈の星の降る夜に（文化放送）
- honey beat 〜rina 01〜（NACK5）
- ニライカナイ 〜the roots of OKINAWA〜（NACK5）

### 舞台
- ジキル&ハイド（2003年） - エマ・カルー 役
- 屋根の上のヴァイオリン弾き （2004年） - ホーデル 役
- ミス・サイゴン
  - キム役（2004年・2008年・2009年・2012年）
  - エレン役（2016年）
- レ・ミゼラブル
  - コゼット役（2005年）
  - エポニーヌ役 （2007年・2009年）
  - ファンテーヌ役 （2011年・2013年・2015年、2019年）
- ルドルフ 〜ザ・ラスト・キス〜（2008年） - ステファニー 役
- ダンス・オブ・ヴァンパイア（2009年・2011年） - サラ 役
- SHE LOVES ME（2009年） - イローナ･リター 役
- 嗚呼、田原坂（2010年） - 藤巻 役
- ひめゆり（2010年） - キミ 役
- SHOW-ismIV TATTOO 14（2013年） - ゲスト・Sky 役
- ルードウィヒ・B（2014年） - エレオノーレ・ブロイニング 役
- ラディアント・ベイビー〜キース・ヘリングの生涯（2016年） - アマンダ 役
- メリー・ポピンズ（2022年・2026年） - ウィニフレッド・バンクス 役[注 2][20][21]
- 雨が止まない世界なら in 2024（2024年）[22]
- ルードウィヒ・B 〜HEART SONG（運命の扉は開かれた）〜（2024年） - 伯爵令嬢ジュリエッタ 役[23]
- ケイン&アベル（2025年） - ザフィア 役[24]
- ある男（2025年） - 城戸香織 役[25][26]

### Webドラマ
- 仮面ライダーセイバー スピンオフ 剣士列伝 第2話・3話（2020年11月22日・12月6日、TELASA） - ソフィア 役
- 仮面ライダーマジェード withガールズリミックス（2025年5月11日、東映特撮ファンクラブ） - ソフィア / 仮面ライダーカリバー 役[27]

### オリジナルビデオ
- 仮面ライダーセイバー 深罪の三重奏（2022年） - ソフィア 役

### Webアニメ
- 別冊 仮面ライダーセイバー 短編活動萬画集 第3集・4集（2021年3月28日・5月2日、東映特撮ファンクラブ） - ソフィア 役